# Yuquan si
Yuquan si (Klasztor Jadeitowego Źródła, chiń. 玉泉寺) – chiński klasztor buddyjski położony w prowincji Hubei, jeden z najstarszych klasztorów w Chinach, najstarszy klasztor w prowincji Hubei.

## Historia klasztoru
Klasztor znajduje się na wschodnim zboczu góry Yuquan w powiecie Dangyang (当阳) prowincji Hubei. Yuquan si, Guoqing si w prowincji Zhejiang, Lingyan si w prowincji Shandong i Qixia si w prowincji Jiangsu uważane są za Cztery Buddyjskie Klasztory-Arcydzieła. Yuquan był pierwszym buddyjskim klasztorem wybudowanym w tej prowincji. Był także znany pod nazwą Króla Dżungli Jingchu.
Klasztor ten został zapoczątkowany w okresie panowania cesarza Xiana (189-220), w roku 218 znany wówczas mnich Pujing wybudował w tym miejscu chatkę-pustelnię. Następnie cesarz Liangxuan (czyli cesarz Xuan z dynastii Liang) panujący w latach 555-562, wybudował tu klasztor Fuchuanshan. Później klasztor zmienił nazwę na Yiyin (klasztor Jednego Dźwięku).
W okresie panowania cesarza Kaihuanga z dynastii Sui w klasztorze tym prowadził wykłady Zhiyi. W tym czasie rozbudowano klasztor i zmieniono nazwę na Yuquan.
Klasztor ten został rozbudowany przez mnicha Fatiana w okresie panowania Taizonga (627-649) z dynastii Tang (618-907), gdyż cesarzowa Mingsu dotowała tę jego dalszą rozbudowę. Yuquan si składał się wówczas z dziewięciu dużych budynków i osiemnastu mniejszych. Praktykowało w nim 3700 mnichów.
W latach 676-679, gdy Yuquan Shenxiu powrócił oficjalnie do statusu mnisiego, dziesiątki mnichów sponsorowało jego ordynację i pobyt w tym klasztorze. Wtedy wykrystalizował się styl nauczania znany jako Północna szkoła chan.
W tym klasztorze rozpoczął swoją karierę mnisią po opuszczeniu domu rodzinnego późniejszy mistrz chan Damei Fachang (752-839).
W okresach dynastii Yuan, Ming i Qing klasztor był kilkakrotnie odnawiany.
Obecnie głównymi budynkami w klasztorze są Tianwang, Główny Budynek, Pilu, Pilu Shangfang, Budynek Wschodni, Budynek Zachodni, Banzhou i Biblioteka Sutr. 
Z klasztorem związane jest także klasyczne dzieło literatury chińskiej Opowieści o Trzech Królestwach. W klasztorze tym pochowany został bohater książki generał Guan Yu. Ponieważ jest tu tylko jego ciało, drzewa w klasztorze nie mają czubków. 
Obecnie klasztor jest jedną ze 142 głównych świątyń Chin (od 1983 roku).

## Obiekty
Ważną budowlą jest Żelazna Pagoda (玉泉寺及铁塔 Yuquan si ji tieta), zwana także Buddyjską Pagodą Zęba i Relikwii (to była jej pierwotna nazwa). Została odlana z żelaza 15 sierpnia 1061 roku. Znajduje się ona na wzgórku przed klasztorem i mierzy 22 metry wysokości. Podstawa pagody jest wybudowana ze specjalnych czarnych cegieł i naśladuje ona drewniany styl pawilonowy; jest oktagonalna. Liczy trzynaście kondygnacji i waży 38300 kilogramów. Każda kondygnacja i bok ozdobione są parą smoków, Ośmioma Nieśmiertelnymi przekraczającymi morze, górami, falami morskimi itd. 
Główny Budynek - Daxiong - został wybudowany pomiędzy 1127 a 1279 rokiem. Ma on 21 metrów wysokości i siedem standardowych chińskich miar szerokości. Zbudowany jest w rzadkim systemie nanmu (belki i filary) oraz dougong (drewniane kwadratowe płyty wstawione pomiędzy szczytem filaru a belką poprzeczną. Panele są bogato zdobione i bardzo kolorowe. Poświęcony jest Buddzie Śakjamuniemu. Znajduje się w nim ponad dwadzieścia cennych obiektów pochodzących z różnych okresów - od dynastii Sui do dynastii Qing.
Z czasów dynastii Sui pochodzi żelazny kocioł, z okresu dynastii Yuan - kociołek i dzwon ważący ponad 1500 kilogramów. Uważa się, iż wyrzeźbiona w kamieniu figura Guanyin jest dziełem Wu Daozi, słynnego malarza z okresu dynastii Tang (618-907). Figura ta ma głowę mężczyzny i ciało kobiety.
Most Perłowy znajduje się przed Xianlie. Nazwa wzięła się od bąbli gazu, które w wodzie wyglądają jak perły.
Na wzgórzu za klasztorem znajduje się Jaskinia Błyszczącego Złota, w której znajdują się tysiące różnorodnych stalaktytów. Poranne lub zachodzące słońce oświetla ścianę jaskini nadając jej złoty połysk.

## Bibliografia

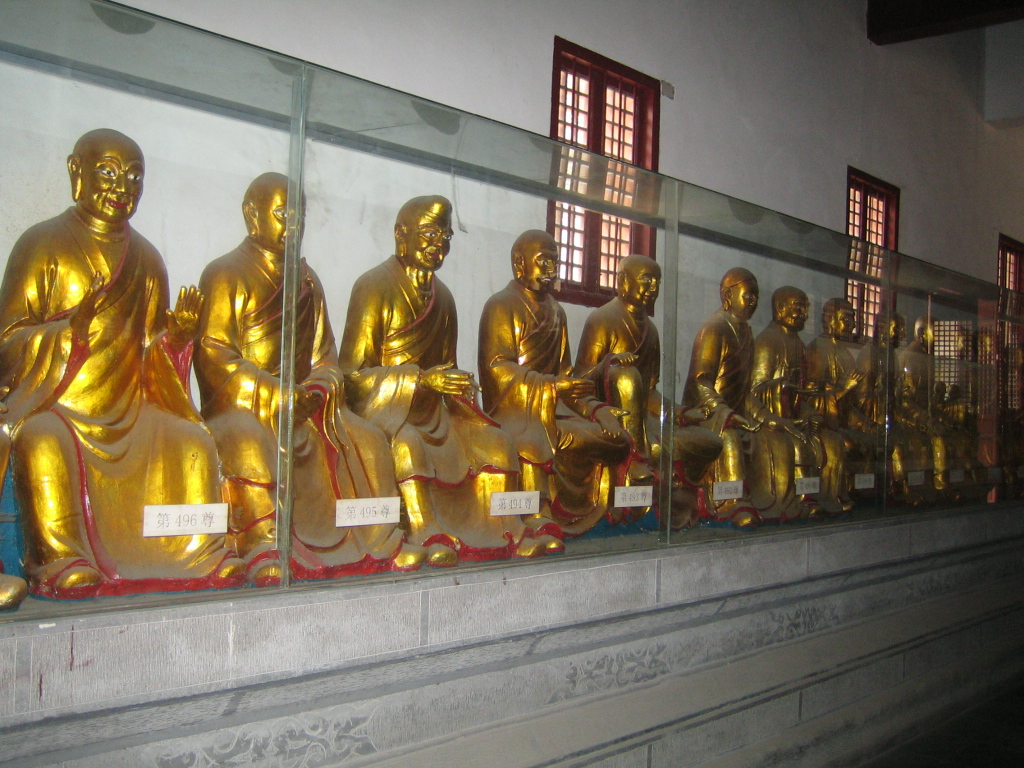
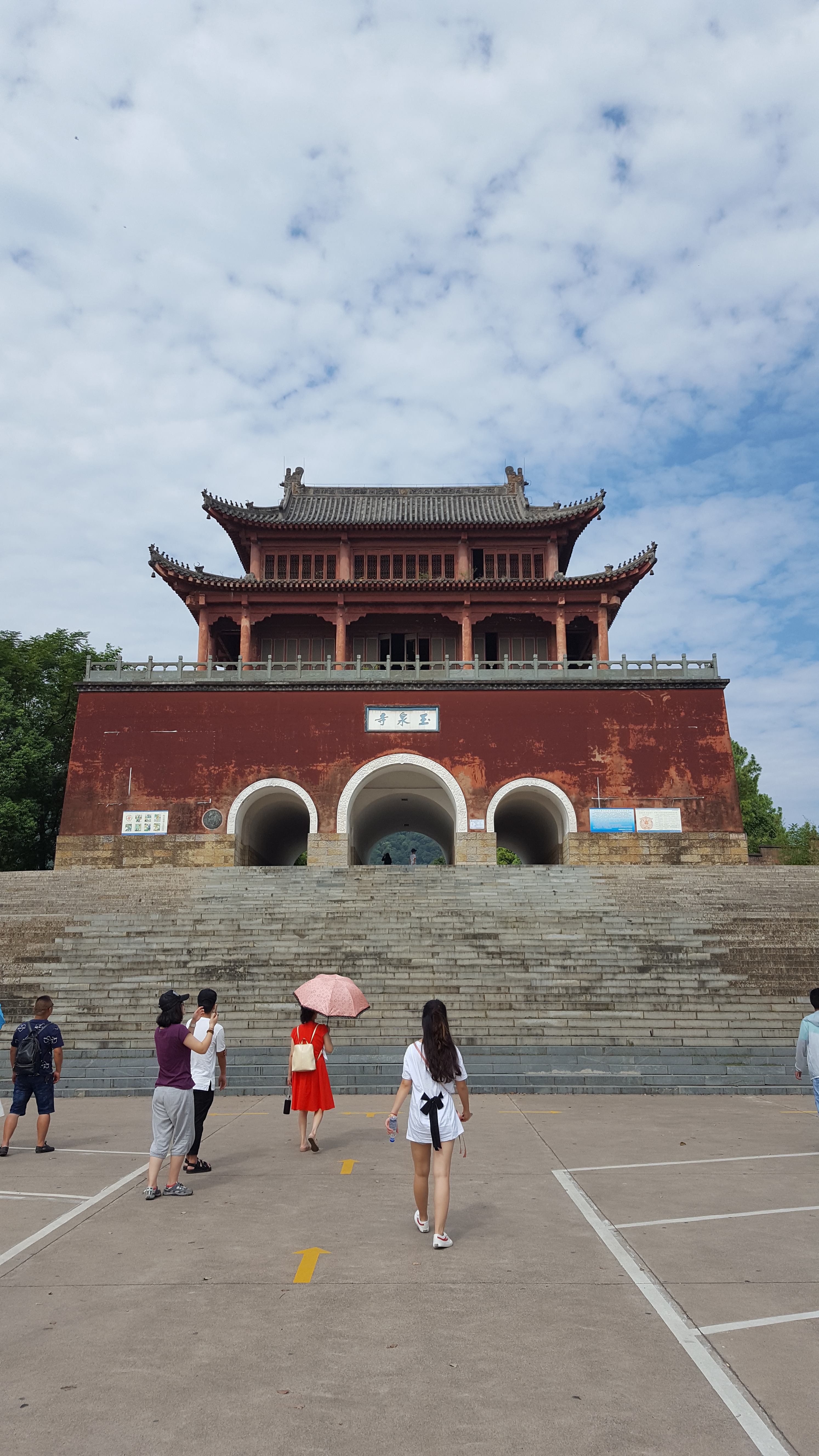
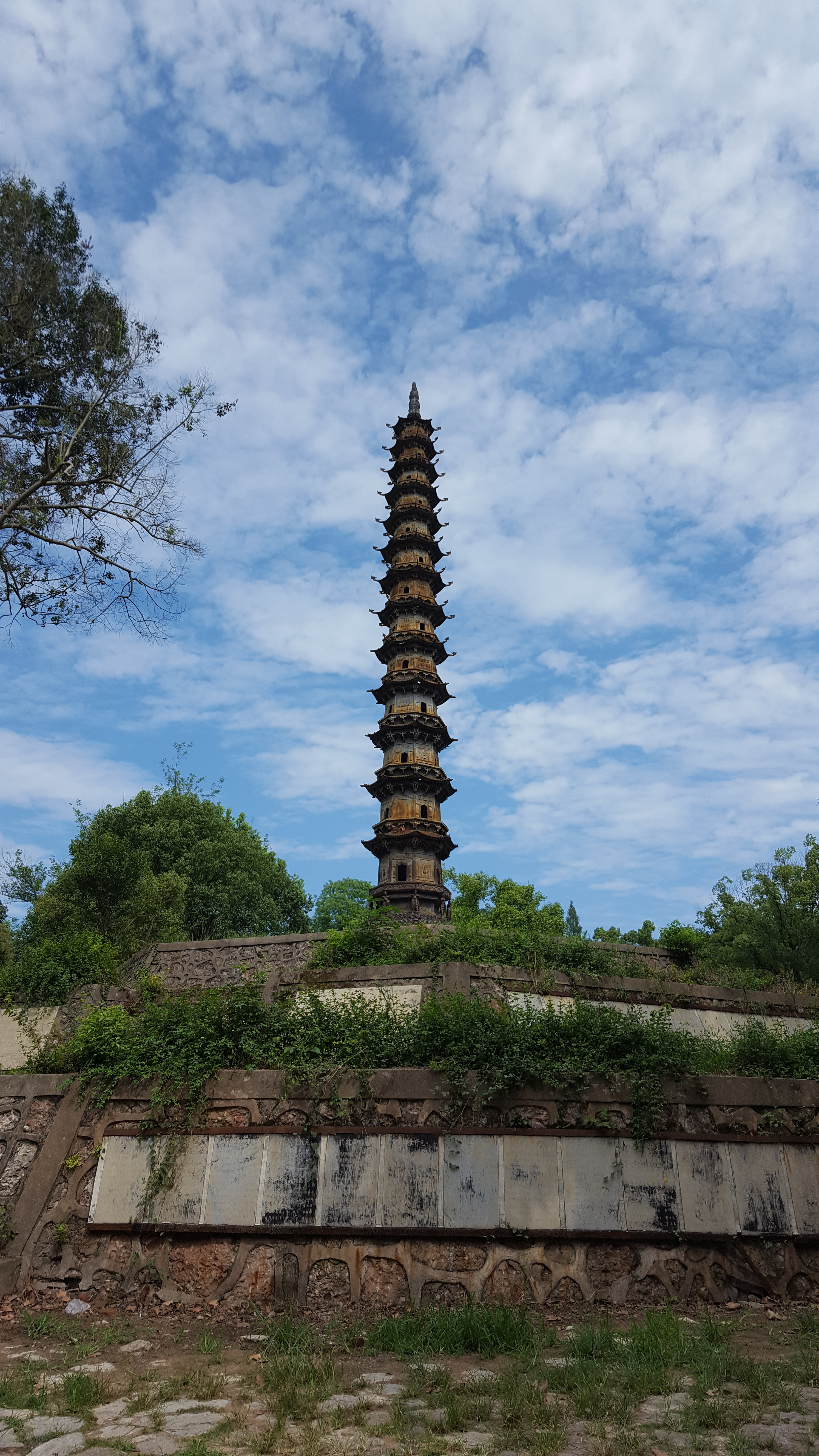
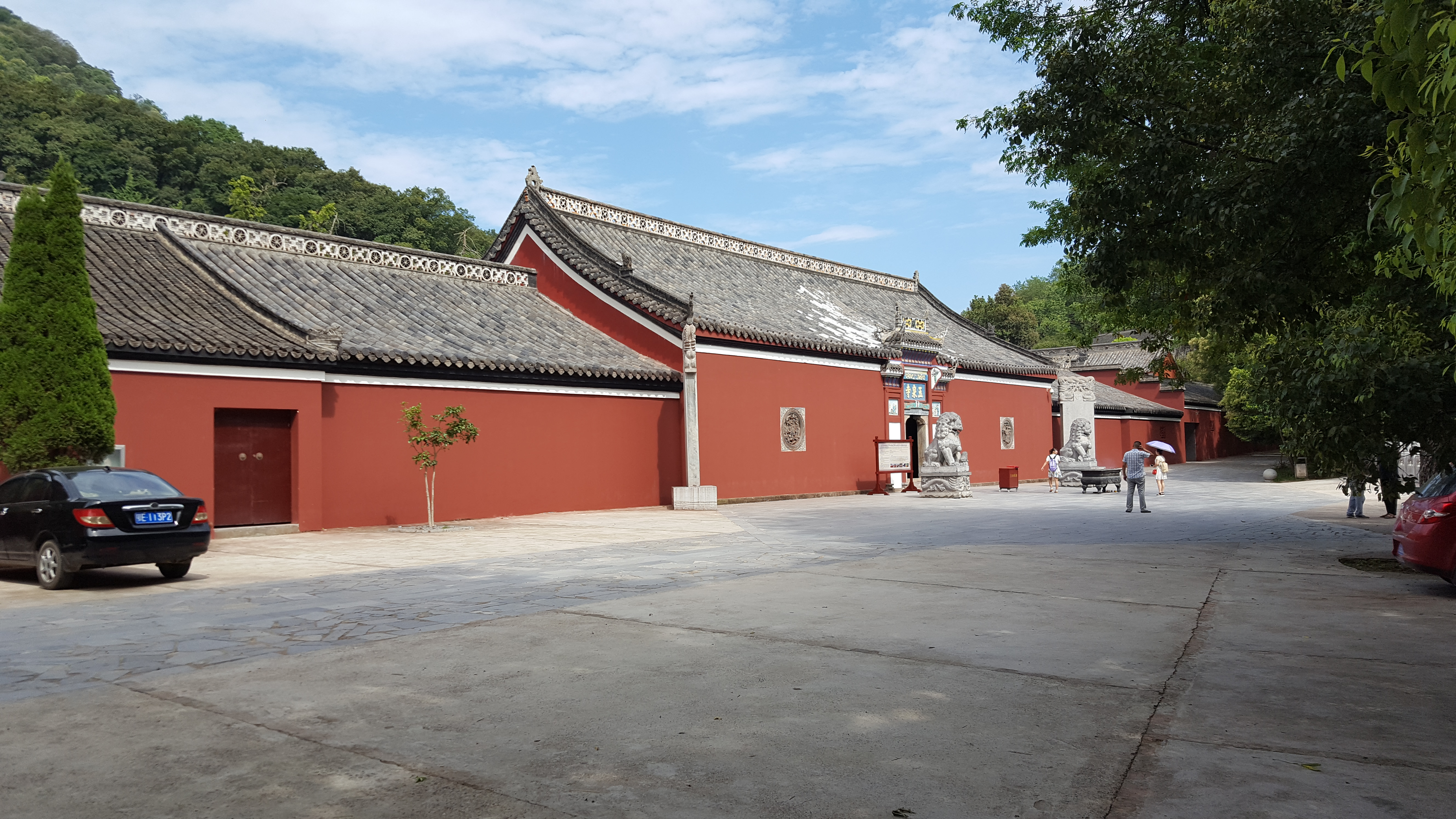